# Бидевилл (Арканзас)
Бидевилл (англ. Beedeville, Arkansas) — город, расположенный в округе Джексон (штат Арканзас, США) с населением в 105 человек по статистическим данным переписи 2000 года.

## География
По данным Бюро переписи населения США город Бидевилл имеет общую площадь в 3,11 квадратных километров, водных ресурсов в черте населённого пункта не имеется.
Бидевилл расположен на высоте 67 метров над уровнем моря.

## Демография
По данным переписи населения 2000 года в Бидевилле проживало 105 человек, 30 семей, насчитывалось 43 домашних хозяйств и 58 жилых домов. Средняя плотность населения составляла около 32,8 человек на один квадратный километр. Расовый состав Бидевилла по данным переписи распределился следующим образом: 95,24 % белых, 3,81 % — чёрных или афроамериканцев, 0,95 % — коренных американцев.
Из 43 домашних хозяйств в 39,5 % — воспитывали детей в возрасте до 18 лет, 60,5 % представляли собой совместно проживающие супружеские пары, в 2,3 % семей женщины проживали без мужей, 30,2 % не имели семей. 23,3 % от общего числа семей на момент переписи жили самостоятельно, при этом 9,3 % составили одинокие пожилые люди в возрасте 65 лет и старше. Средний размер домашнего хозяйства составил 2,44 человек, а средний размер семьи — 2,83 человек.
Население города по возрастному диапазону по данным переписи 2000 года распределилось следующим образом: 29,5 % — жители младше 18 лет, 7,6 % — между 18 и 24 годами, 30,5 % — от 25 до 44 лет, 19,0 % — от 45 до 64 лет и 13,3 % — в возрасте 65 лет и старше. Средний возраст жителей составил 34 года. На каждые 100 женщин в Бидевилле приходилось 101,9 мужчин, при этом на каждые сто женщин 18 лет и старше приходилось 111,4 мужчин также старше 18 лет.
Средний доход на одно домашнее хозяйство в городе составил 34 375 долларов США, а средний доход на одну семью — 37 500 долларов. При этом мужчины имели средний доход в 24 500 долларов США в год против 11 607 долларов среднегодового дохода у женщин. Доход на душу населения в городе составил 24 995 долларов в год. Все семьи Бидевилла имели доход, превышающий уровень бедности, 10,9 % от всей численности населения находилось на момент переписи населения за чертой бедности, при этом 14,3 % из них были моложе 18 лет и 4,3 % — в возрасте 65 лет и старше.